# 竹斯国
竹斯国（ちくしこく）は、中国史における『隋書』や『北史』に倭の地域にあったとして現れる国または土地の名称。筑紫国に比定されている。

## 概要
竹斯國は『隋書』「巻81　列傳第46 東夷 俀國」と『北史』「巻94　列傳第82」に現れる。遣隋使が持参した俀国（倭国）多利思比孤（『隋書』では多利思北孤）から隋の煬帝へ宛てた国書に現れる「日出處天子（日出る處の天子）」の文章の直後に記述されている。

## 『隋書』や『北史』における記述
隋からの使節が経た行路が記述されている。百済→竹島（20世紀後半以降、日韓両国で帰属を争っている島ではない）→対馬→壱岐とへて、「竹斯国」に到着したことになっている。そこから以東は倭国の領域だという。なお、『隋書』に裴清とあり、『北史』に裴世清とあるのは、『隋書』が避諱したのだという。

### 異説
通説では、上記中国史料の「其人・・・・・・不能明也」の部分を、秦王国についての説明としているが、以下の説が存在する。
- 石原洋三郎 [2]によれば、竹斯國（筑紫国）の人を華夏と同じ発祥地の人と捉えたものと考えられるとのこと。